# André Lamoglia
André Lamoglia Agra Gomes (Río de Janeiro, 4 de agosto de 1997) es un actor brasileño, conocido por interpretar a Rafael Smor en la serie de Disney Channel Brasil: Juacas[1], a Luan en la segunda temporada de la serie Bia y a Iván de la quinta a la octava temporada de Élite (Netflix).

## Biografía
André Lamoglia nació en Río de Janeiro el 4 de agosto de 1997. Descubrió que quería ser actor gracias a su hermano mayor, Víctor Lamoglia, quien trabaja en el mundo de la actuación. «Yo pedía acompañar a mi hermano, allí despertó mi interés y pedí a mis padres ponerme en un curso de teatro», comentó.
En 2015, lanzó un canal de YouTube, titulado «Sem Moderação» con Marcelo Duque, aunque éste sólo contó con una publicación y no resultó muy difundido. Además incursionó en el mundo de la publicidad siendo la imagen para una compañía de servicios de Internet. Ese mismo año realizó su primera obra teatral, interpretando el papel protagónico del príncipe en la obra Cinderela, de José Wilker, en el Teatro Ipanema de Brasil, junto a la actriz Anna Rita Cerqueira.
En 2016 realizó su primera colaboración en la televisión brasileña participando en tres de los cinco episodios de la segunda temporada de la serie Segredos de Justiça interpretando a Tomaz Pachá, uno de los tres hijos adolescentes de un matrimonio recién separado. En 2017, obtuvo su primer papel importante en la televisión, protagonizando la serie de televisión brasileña original de Disney Channel Juacas, donde interpretó a Rafael Santos Moreira de Alcántara e Bragança, quién se escapa del curso de verano que le impuso su padre, un gran empresario, para formar un equipo de surf y perseguir su sueño. Por su interpretación, recibió en 2019 la nominación para Artista de Televisión Masculino en Meus Prêmios Nick de Brasil. Este protagónico le permitió además participar en varias producciones durante ese mismo año. Colaboró en series como 1 Contra Todos (interpretando al amigo de Zévio en el cuarto episodio de la segunda temporada de la serie, titulado «Pais e Filhos»), Detetives do Prédio Azul (interpretando a Boris en el primer episodio de la novena temporada de la serie, titulado «Adéus Bóris»), y Rock Story.
También se unió al reparto de las películas De Novo, Não (2018) y Eu Sou Mais Eu (2019), protagonizadas por la youtubera brasileña Kéfera Buchmann. En esta última, interpreta a Vitor, un estudiante de secundaria.
En 2020 se unió como protagonista a la segunda temporada de la serie de Disney Channel Latinoamérica Bia, en la que interpreta el personaje de Luan, un gamer amigo de la infancia de Thiago (Rhener Freitas), quien viene de visita desde Brasil y pasa a alojarse en la residencia Kunst. Ese año colaboró en el video musical en Español de la canción «Inolvidable» interpretada por la cantante Giulia Be en el papel del interés amoroso de la cantante.
En 2021 se conoció su incorporación para el elenco principal de la serie de Netflix Élite en su quinta temporada, donde interpreta a Iván Carvalho. La temporada fue estrenada el 8 de abril de 2022.

## Proyectos filantrópicos
En abril de 2019 participó en representación de Disney Channel en la campaña global de National Geographic (conocida como Nat Geo Run) realizada en Buenos Aires, Argentina. No solo acompañó esta iniciativa colaborando en la presentación del evento sino que también participó en la carrera que fue organizada como parte de la campaña.

## Filmografía

### Televisión
| Año       | Título                   | Personaje             | Notas                                           |
| --------- | ------------------------ | --------------------- | ----------------------------------------------- |
| 2016      | Segredos de Justiça      | Tomáz Pachá           | Elenco secundario                               |
| 2017–2019 | Juacas                   | Rafael Santos Moreira | Protagonista,                                   |
| 2017      | 1 Contra Todos           | Amigo de Zévio        | Participación                                   |
| 2017      | Detetives Do Prédio Azul | Bóris                 | Participación                                   |
| 2017      | Rock Story               | Niño en fiesta        | Participación                                   |
| 2020      | Bia                      | Luan                  | Elenco principal (temporada 2), 40 episodios    |
| 2021      | Bia: Un mundo al revés   | Luan                  | Elenco principal, episodio especial             |
| 2022—2024 | Élite                    | Iván Carvalho         | Elenco principal (temporadas 5-8); 32 episodios |
| 2024      | Blood & Water            | Iván Carvalho         | Elenco principal (temporada 4); 3 episodios     |

### Cine
| Año  | Título         | Personaje | Director         |
| ---- | -------------- | --------- | ---------------- |
| 2018 | De Novo, Não   | -         | Kéfera Buchmann  |
| 2019 | Eu Sou Mais Eu | Vítor     | Pedro Amorim     |
| 2019 | El traidor     | Felipe    | Marco Bellocchio |

### Vídeos musicales
| Año  | Título        | Personaje                       | Artista   |
| ---- | ------------- | ------------------------------- | --------- |
| 2020 | «Inolvidable» | El interés amoroso de Giulia Be | Giulia Be |

## Discografía
Bandas sonoras
- Grita (2020)
- Bia: Un mundo al revés (2021)